# Анри Ван де Велде
Анри ван де Велде (на френски: Henry van de Velde) е белгийски художник, архитект и интериорен дизайнер. Определян е като една от най-значимите фигури, оказали влияние върху развитието на ар нуво в Белгия.

## Биография
Роден е на 3 април 1863 година в Антверпен, Белгия, в семейството на аптекар.
От 1881 до 1884 г. изучава живопис в Академията по изящни изкуства в Антверпен, след което отива в Париж, където рисува. След 1890 г., силно повлиян от британското движение „Изкуства и занаяти“, Ван де Велде се отказва от живописта и се насочва към дизайн на мебели и декоративни предмети.
Разработва дизайн за различни предмети от бита – изделия от метал, керамика и текстил. Занимава се с графичен дизайн и архитектура. През 1907 г. Ван де Велде публикува своя книга, озаглавена „За Новия стил“. Провежда образователна дейност.
След 1947 г. се установява в Швейцария, южно от Цюрих. Там живее до смъртта си на 25 октомври 1957 година.